# Рыжево (Московская область)
Ры́жево — деревня в муниципальном округе Егорьевск Московской области России.

## География
Деревня Рыжево расположена в северной части муниципального округа Егорьевск, примерно в 5 километрах к северо-востоку от города Егорьевск. В 500 метрах к северу от деревни протекает река Шувойка. Высота над уровнем моря 145 метров. На территории деревни расположены три садоводческих некоммерческих товарищества («Лесная Поляна», «Луниха», «Рыжик»).

## Название
В письменных источниках деревня упоминается как Огарево (1554 год), Рыжево, Огарево тож(1646 год). С 1763 года за деревней закрепилось название Рыжево.
Название Огарево связано с некалендарным личным именем Огарь. Современное наименование связано с некалендарным личным именем Рыжий.

## История

Церковь Введения во храм Пресвятой Богородицы, перевезённая из города Люблино в 1927 году

До отмены крепостного права жители деревни относились к разряду государственных крестьян, кроме того после 1866 года в селении проживали семьи священно-церковнослужителей.
После 1861 года деревня вошла в состав Нечаевской волости Егорьевского уезда.
В 1866 году была построена церковь Введения Пресвятой Богородицы во Храм, деревня стала селом. В 1921 году церковь сгорела, и вместо неё в 1927 году из села Люблино Московского уезда перевезена ныне существующая деревянная церковь.
В 1926 году село входило в Рыжевский сельсовет Егорьевской волости Егорьевского уезда.
В 2001—2006 годах Рыжево входило в состав Шувойского сельского округа.
В 2011—2012 годах была построена небольшая деревянная церковь Андрея, архиепископа Критского.
Входит в состав городского поселения Егорьевск.

## Демография
В 1885 году в деревне проживало 479 человек, в 1905 году — 477 человек (228 мужчин, 249 женщин), в 1926 году — 268 человек (128 мужчин, 140 женщин). По переписи 2002 года — 42 человека (20 мужчин, 22 женщины). Население — 41 человек (2010).
| 1859 | 1868 | 1885 | 1905 | 1926 | 2002 | 2006 |
| ---- | ---- | ---- | ---- | ---- | ---- | ---- |
| 306  | ↗332 | ↗479 | ↘477 | ↘268 | ↘42  | ↗47  |
| 2010 |      |      |      |      |      |      |
| ↘41  |      |      |      |      |      |      |

## Экономика
В деревне находится банный комплекс «Тридевятое царство» и «Экоферма Тетериных».